# Charlotte Gaitanides
Charlotte Gaitanides (* 7. April 1965 als Charlotte Schütz in München) ist eine deutsche Juristin und ehemalige Hochschullehrerin, der die Habilitation von der Universität Frankfurt wegen Plagiats aberkannt wurde.

## Leben
Gaitanides studierte Rechtswissenschaft an der Johann Wolfgang Goethe-Universität Frankfurt am Main. Nach dem Ersten Juristischen Staatsexamen in Frankfurt 1989 studierte sie von 1989 bis 1990 im Rahmen eines Erasmus-Stipendiums der Universität Heidelberg den Masterstudiengang „Europarecht“ an der Autonomen Universität Barcelona.
1993 promovierte sie in Frankfurt mit der Arbeit Die Eingliederung der ehemaligen DDR in die Europäische Gemeinschaft unter dem Aspekt der staatlichen Beihilfen (Erstgutachter: Manfred Zuleeg). Das juristische Referendariat schloss Gaitanides 1995 mit dem Zweiten Juristischen Staatsexamen ab. 1996 arbeitete sie als Juristische Beraterin bei der Generaldirektion „Wettbewerb“ der EU-Kommission in Brüssel. Von 1997 bis 2003 war sie Wissenschaftliche Assistentin an der Helmut-Schmidt-Universität in Hamburg. 2004 habilitierte sie sich an der Goethe-Universität Frankfurt mit der 2005 veröffentlichten Arbeit Das Recht der Europäischen Zentralbank. Unabhängigkeit und Kooperation in der Europäischen Währungsunion (Erstgutachter: Manfred Zuleeg, Zweitgutachter: Joachim Wieland). Sie erhielt die Lehrbefugnis für das Fach Öffentliches Recht, einschließlich Europa- und Völkerrecht.  Von 2004 bis 2007 war Gaitanides in Hamburg an der Helmut-Schmidt-Universität als Dozentin tätig. 2007/2008 vertrat sie an der Universität Karlsruhe den Lehrstuhl für Öffentliches Recht, Medien- und Telekommunikationsrecht.
2009 übernahm Gaitanides die Leitung des englischsprachigen Studiengangs „European Studies“ der Universität Flensburg. Zeitweilig Vizepräsidentin dieser Institution trat sie im Februar 2015 von diesem Amt zurück und kehrte schließlich der akademischen Laufbahn vollständig den Rücken, nachdem von der Plagiats-Rechercheplattform VroniPlag Wiki Vorwürfe sowohl gegen ihre Dissertation als auch ihre Habilitationsschrift erhoben worden waren. Habilitation und Privatdozentenrecht wurden von der Heimatuniversität aberkannt.
Gaitandes klagte vor dem Verwaltungsgericht Frankfurt am Main gegen den Entzug ihrer Habilitation durch die Goethe-Universität Frankfurt.
Nachdem sie auf die Bezeichnung Privatdozentin und die Rechte aus der Lehrbefähigung verzichtet hatte, bestünde der Universität keine Grundlage mehr für einen Entzug. Das Gericht lehnte im März 2019 die Klage ab.
Für Aufsehen im Zusammenhang mit der Plagiatsaffäre sorgte zudem, dass das Bundesverfassungsgericht in seinem vielbeachteten Urteil vom 30. Juli 2019 zur Europäischen Bankenunion Gaitanides’ von „Plagiaten durchsetzte“ Habilitationsschrift zitierte, und zwar eine Passage, die Gaitanides nach Erkenntnissen von VroniPlag Wiki der Dissertation des Berliner Rechtsanwaltes Jan Endler entlehnt hatte. Endler selbst findet in der Entscheidung des Bundesverfassungsgerichts keine Erwähnung.
Gaitanides führte mehrere presserechtliche Verfahren zur Berichterstattung über ihre Plagiatsfälle. Nach einer gleichlautenden einstweiligen Verfügung in 2017 verurteilte das LG Frankfurt am 5. November 2018 (AZ: 3 O 90/18) den Journalisten Jochen Zenthöfer zur Unterlassung eines geplanten Artikels über den Plagiatsvorwurf unter Nennung des Namens der Gaitanides. Ende 2019 entschied das Oberlandesgericht Frankfurt am Main (OLG Frankfurt, 19.12.2019 - 16 U 210/18), dass eine namentliche Nennung bei Berichten über den Fall zulässig ist, und begründete das damit, dass die Verfasserin sich selbst durch ihre Schriften in die Öffentlichkeit begeben hätte, so dass ein Recht auf Vergessenwerden nicht greife. Die Namensnennung sei auch erforderlich, um eine „Perpetuierung dieser Plagiate“ zu verhindern, was „gegen die wissenschaftlichen Interessen“ verstoße. Die Titel der beanstandeten Werke alleine zu nennen, ohne die Verfasserin zu benennen, reiche dafür nicht aus. Der Bundesgerichtshof (BGH) schloss sich dieser Ansicht 2021 an und wies die Revision gegen das Urteil zurück (BGH, 09.03.2021 - VI ZR 73/20).

## Werke (Auswahl)
- Die Eingliederung der ehemaligen DDR in die Europäische Gemeinschaft unter dem Aspekt der staatlichen Beihilfen (= Europäische Hochschulschriften. Reihe 2 Rechtswissenschaft. Band 1482). Lang, Frankfurt am Main/Berlin/Bern/New York/Paris/Wien 1994, ISBN 3-631-46578-5 (zugleich Dissertation, Frankfurt am Main 1993).
- Das Recht der Europäischen Zentralbank. Unabhängigkeit und Kooperation in der Europäischen Währungsunion (= Jus publicum. Band 132). Mohr Siebeck, Tübingen 2005, ISBN 3-16-148600-5 (zugleich Habilitationsschrift, Frankfurt am Main 2004).
- als Herausgeberin mit Gil Carlos Rodríguez Iglesias und Stefan Kadelbach: Europa und seine Verfassung. Festschrift für Manfred Zuleeg zum siebzigsten Geburtstag. Nomos, Baden-Baden 2005, ISBN 3-8329-1219-3.
- mit Monika Böhm: Fälle zum allgemeinen Verwaltungsrecht (= Schriftenreihe der Juristischen Schulung. Fälle mit Lösungen. Band 54). Beck, München 2007, ISBN 3-406-54853-9.
- als Herausgeberin mit Gerd Grözinger: Diversity in Europe (= Europawissenschaftliche Schriften der Europa-Universität Flensburg. Band 4). Nomos, Baden-Baden 2015, ISBN 3-8487-1847-2.